# Rue Adolphe-Yvon
La rue Adolphe-Yvon est une rue du 16e arrondissement de Paris.

## Situation et accès

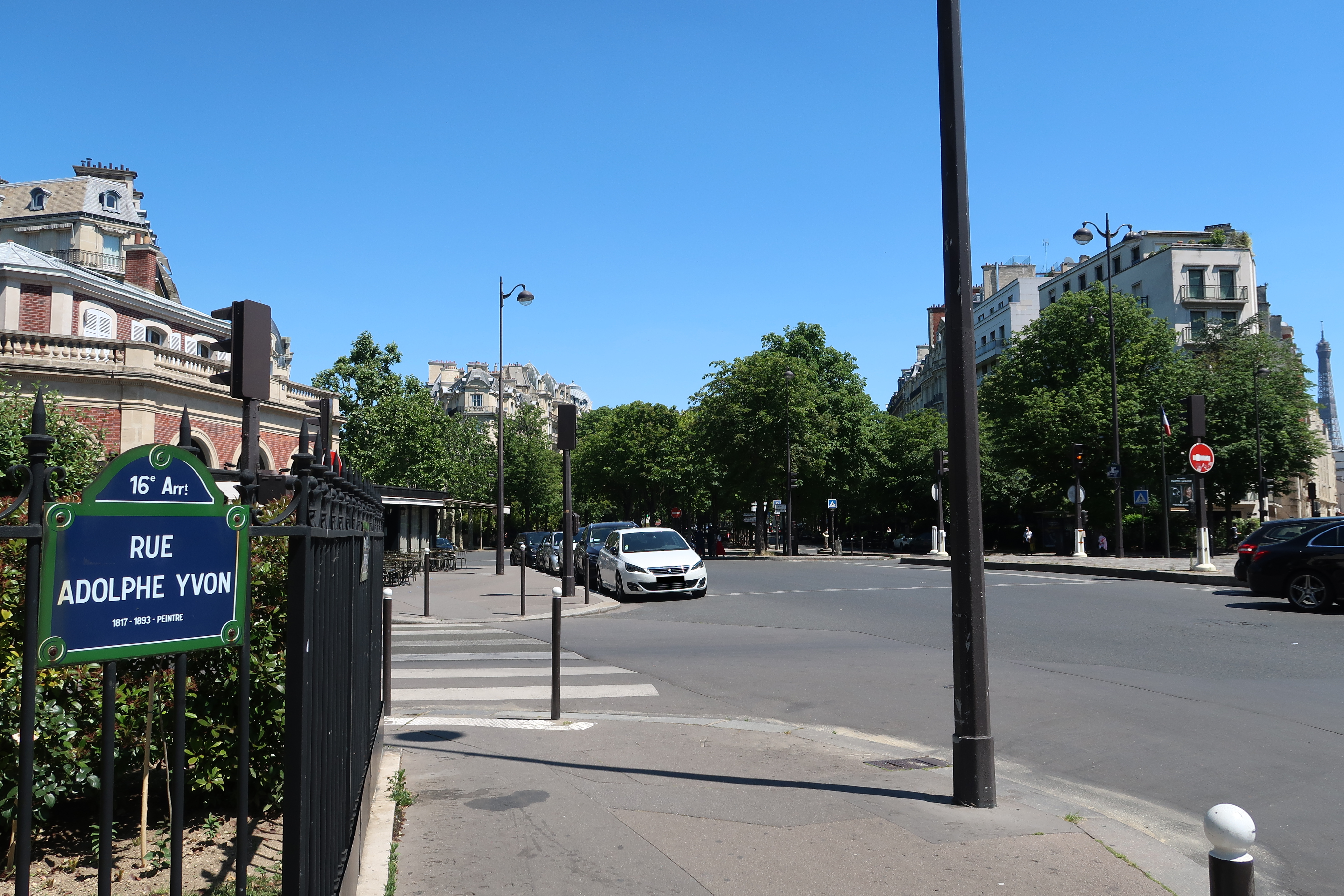
Vers la place Tattegrain.

Située dans un quartier où les voies sont souvent baptisées d'après des noms d'artistes, longue de 130 mètres, elle commence 6, place Tattegrain (à hauteur du 22 avenue Henri-Martin) et finit 65, boulevard Lannes. Elle est en sens unique.
Le quartier est desservi par la ligne C du RER à la gare de l'avenue Henri Martin.

## Origine du nom

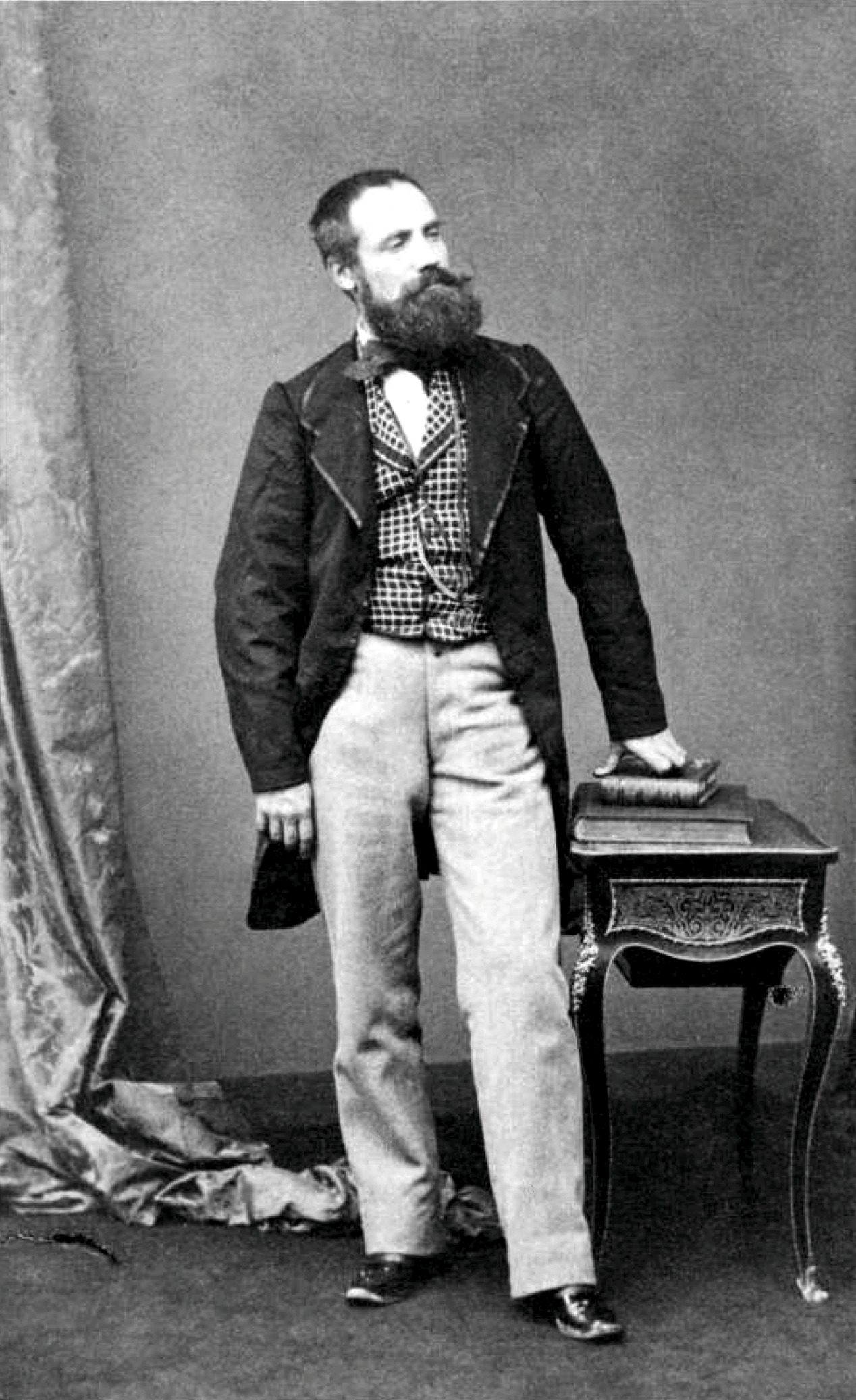
Adolphe Yvon.

Elle porte depuis 1896 le nom du peintre français Adolphe Yvon (1817-1893), qui y vécut.

## Historique
Cette rue est formée par un arrêté du 28 juillet 1896 sur la partie occidentale de la rue de la Tour, et en est donc détachée.

## Bâtiments remarquables et lieux de mémoire

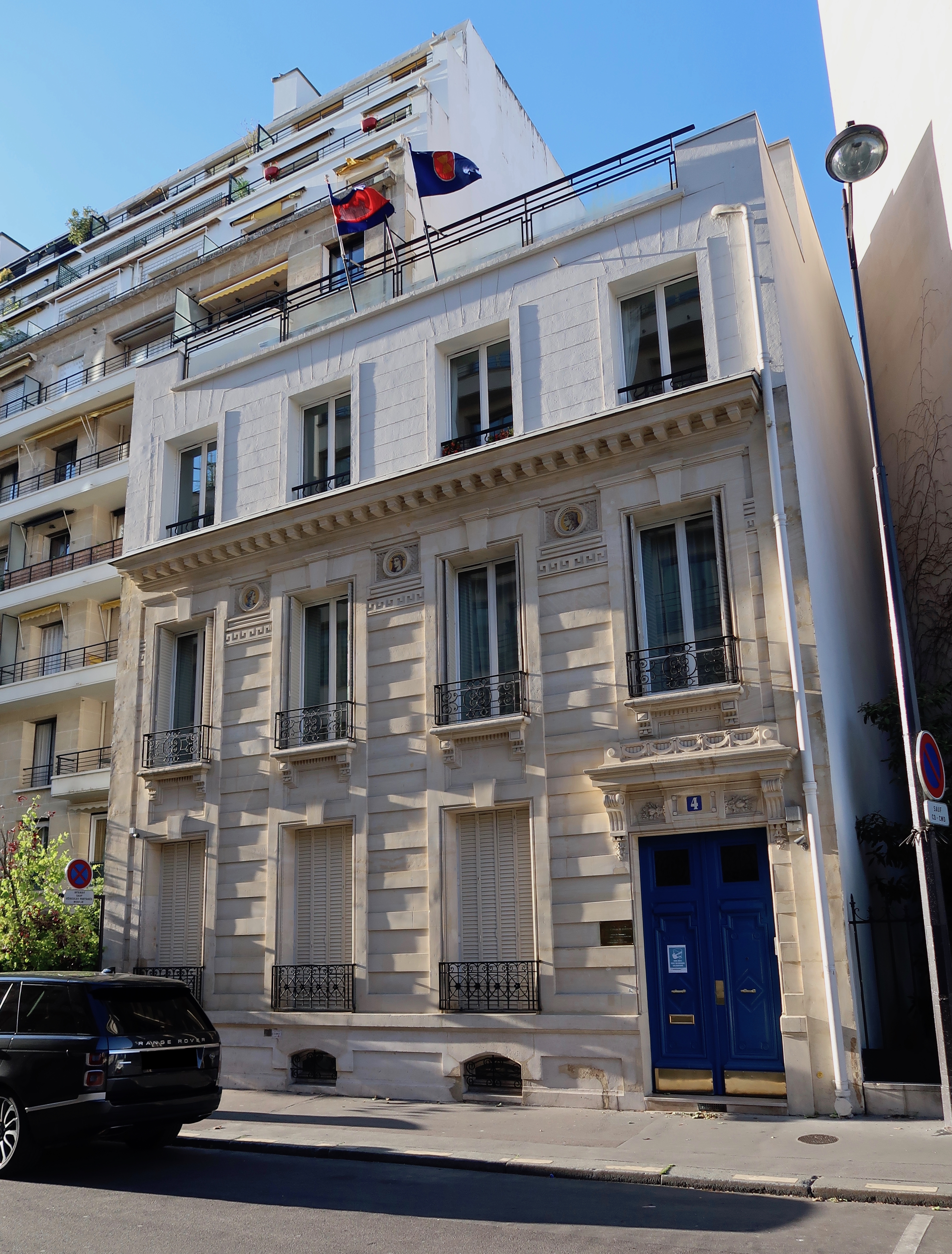
No 4.

- No 4 : ambassade du Cambodge en France.
- Au croisement avec le boulevard Lannes (no 59-65) : immeuble construit entre 1951 et 1960 par l'architecte Jean Ginsberg.

### Bâtiments démolis
- No 6 (anciennement : no 148, rue de la Tour) : ancien hôtel particulier, dit hôtel Stern, construit en 1866 pour la romancière et sculptrice Claude Vignon, qui réalise un bas-relief pour sa décoration. L'édifice est abimé lors du siège de Paris (1870-1871). Sa propriétaire le garde jusqu'à sa mort, en 1888[1]. Le site est ensuite longtemps la propriété du prince Georges de Grèce[2]. Pendant la Première Guerre mondiale, on trouve à cette adresse un hôpital auxiliaire de 20 lits. Il ouvre le 5 mars 1915 et ferme en avril 1915[3].
- No 7 : école Villiers[4].
- No 12 : ancien hôtel particulier ou vécut le romancier Xavier de Montépin de 1882 à sa mort, en 1902[1].
- Nos 14, 16 et 18 : immeuble contemporain (1960) pour la construction duquel a été dégagée l'emprise des bâtiments suivants : 
  - No 14 : ancienne école d'art Académie Adolphe-Yvon, inaugurée le dimanche 27 octobre 1912[5] où, dès cette même année, le critique d'art Louis Vauxcelles donne des cours d'histoire de l'art[6].
  - No 16 (anciennement : no 156, rue de la Tour) : ancienne demeure du peintre Adolphe Yvon, à partir de 1868 et jusqu'à sa mort, survenue en 1893[1],[7].
  - No 18 : ancienne demeure parisienne du milliardaire américain James Hazen Hyde (1876-1959), installé en France à partir de 1905 et jusqu'en 1940-1941, qui est également propriétaire d'un pavillon situé 7, rue de l'Ermitage à Versailles[8]. Pendant la Première Guerre mondiale, il met son hôtel particulier de Passy à la disposition de la Croix-Rouge américaine pour l'installation d'un hôpital[9].